# Saigusa Moritomo
Saigusa Moritomo est un nom japonais traditionnel ; le nom de famille (ou le nom d'école), Saigusa, précède donc le prénom (ou le nom d'artiste).
Saigusa Moritomo (三枝 守友, né en 1537, mort le 29 juin 1575) est un célèbre vassal du clan Takeda durant l'époque Sengoku, (XVIe siècle, de l'histoire du Japon. C'est un des 24 généraux de Shingen Takeda. Beau-fils du célèbre serviteur Takeda Masakage Yamagata, Moritomo sert durant les batailles de Mikatagahara en 1573 et Nagashino en 1575. Durant cette dernière bataille, il est abattu par l'ennemi quand il essaye de protéger Takeda Nobuzane, le jeune frère de  Shingen, contre l'attaque surprise conjointe de Sakai Tadatsugu et Kanamori Nagachika.